# Agnieszka Nosal-Wiercińska
Agnieszka Maria Nosal-Wiercińska – polska chemiczka, dr hab. nauk chemicznych, profesor Instytutu Nauk Chemicznych Wydziału Chemii Uniwersytetu Marii Curie-Skłodowskiej w Lublinie.

## Życiorys
29 maja 2006 obroniła pracę doktorską Wpływ tiomocznika i jego pochodnych na mechanizm i kinetykę elektroredukcji jonów indu (III) w chloranach (VII), 25 maja 2015 habilitowała się na podstawie pracy zatytułowanej Kinetyka i mechanizm elektroredukcji Bi(III) katalizowanej przez wybrane aminokwasy w roztworach o różnej aktywności wody. 22 marca 2021 uzyskała tytuł profesora nauk ścisłych i przyrodniczych. Została zatrudniona na stanowisku profesora uczelni w Zakładzie Chemii Analitycznej i Analizy Instrumentalnej na Wydziale Chemii Uniwersytetu Marii Curie-Skłodowskiej w Lublinie.
Jest zastępcą przewodniczącego Komitetu Chemii Analitycznej, Zespołu Elektroanalizy PAN, skarbnikiem Polskiego Towarzystwa Chemicznego, a także wiceprzewodniczącym Komisji Nauk Inżynieryjno-Technicznych Oddziału Polskiej Akademii Nauk w Lublinie.
Została członkiem Komisji Podstaw i Zastosowań Fizyki i Chemii w Technice, Rolnictwie i Medycynie Oddziału PAN w Lublinie, oraz przewodniczącym Komisji Rozwoju i Promocji Osiągnięć Młodych Naukowców Oddziału PAN w Lublinie.
Awansowała na stanowisko profesora w Instytucie Nauk Chemicznych na Wydziale Chemii Uniwersytetu Marii Curie-Skłodowskiej w Lublinie.
W 2023 została odznaczona Srebrnym Krzyżem Zasługi.